# 丹参酮IIA
丹参酮IIA又称丹参醌II或丹参醌IIA，是一种多环有机化合物，分子式C19H18O3，属于一种丹参酮类化合物，主要集中分布在丹参根的皮部，在木质部中很少甚至没有。在丹参内主要通过韧皮部纵向运输，不能横向运输到木质部。在HL-60等细胞实验中，具有性抗炎、抗氧化等作用。
纯品为樱红色针状晶体，熔点为201-209°C，为脂溶性物质，不溶或微溶于水，易溶于二甲亚砜、乙醇、丙酮、乙醚和苯等有机溶剂，在水和乙醇中溶解度随温度升高而降低。分子中含有醌式结构，易被氧化还原。